# Блумфилд, Артур (медик)
Артур Леонард Блумфилд (англ. Arthur Leonard Bloomfield; 30 мая 1888, Балтимор — 5 июля 1962) — американский медик. Сын лингвиста Мориса Блумфилда, племянник пианистки Фанни Блумфилд-Цейслер; отец музыкального критика Артура Джона Блумфилда.
Окончил Школу медицины Университета Джонса Хопкинса (1911), после чего на протяжении 11 лет практиковал в университетской больнице. В 1922—1926 годах доцент в своей alma mater, затем в 1926—1954 годах профессор Стэнфордского университета. В 1922—1960 годах член редакционной коллегии журнала JAMA Internal Medicine.
Занимался изучением гриппа и других инфекционных заболеваний, участвовал в американских испытаниях пенициллина, одним из первых использовал его для лечения бактериального эндокардита. Исследовал желудочную секрецию, вместе с У. С. Полландом опубликовал монографию «Желудочная анацидность» (англ. Gastric Anacidity. Its Relation to Disease; 1933). После выхода на пенсию составил фундаментальную двухтомную «Библиографию внутренних болезней» (англ. A Bibliography of Internal Medicine; 1957).